# ティモ・レツヘルト
ティモ・レツヘルト（Timo Letschert、1993年5月25日 - ）は、オランダ・プルメレント出身のサッカー選手。成都蓉城足球倶楽部所属。ポジションはDF。
Kリーグ時代の登録名はティモ（ハングル: 티모）。

## 経歴

### ユース時代
レツヘルトは地元アマチュアクラブのSDOBサッカーを始めた。ここでプレーしているときにアヤックスのスカウトにアヤックス加入を勧められ、同クラブに移った。しかし、2008年に低身長を理由にクラブから放出された。アヤックス退団後、HFCハールレムの下部組織に加入し、2年後にSCヘーレンフェーンとFCエメンが共同保有するアカデミーに移籍した。アカデミーで2年を過ごし、FCフローニンゲンのトライアルを受け、見事合格し3年契約を交わした。

### プロ時代
2013年4月13日、ヘラクレス・アルメロとの試合でプロデビューを果たした。2014年1月30日、クラブにおける控えという自身の立ち位置に納得いかず、クラブと双方合意の上で契約を解除した。
契約解除の1日後、エールステ・ディヴィジのローダJCとシーズン終了までの短期契約を結んだ。
2014年9月1日、エールディヴィジのFCユトレヒトに2014-15シーズン終了までレンタルされることが決まった。また、契約には買い取りオプションがついている。
2016年8月3日、初の海外挑戦の場としてUSサッスオーロ・カルチョに移籍した。契約期間は4年間。
2018年8月17日、2018-19シーズン終了までの契約でユトレヒトに復帰した。
2019年7月24日、ハンブルガーSVに1年契約で加入した。
ハンブルガーを退団して無所属だったところ、AZアルクマールからのオファーを受け、3年契約を交わした。
2022年10月3日、リンビーBKに移籍した。

## 代表経歴
2016年3月、親善試合のフランス代表戦を控えるオランダA代表に初招集されたが、出番はなかった。